# 545565 Borysten
545565 Borysten este o planetă minoră (asteroid) din centura de asteroizi. A fost descoperită pe 27 august 2011 la Andrușivska astronomicina observatoria⁠(d) de  și a fost numită după Borîs Ten⁠(d). 
Obiectul prezintă o orbită caracterizată de o semiaxă mare de 3,1831023817133 UAi, o excentricitate de 0,23583143720724, o înclinație de 16,569482184772 ° în raport cu ecliptica.